# 迈克尔·杰弗里

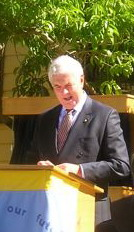
迈克尔·杰弗里

菲利普·迈克尔·杰弗里 AC，CVO，MC（Philip Michael Jeffery；1937年12月12日—2020年12月18日），澳大利亚退役军官、第24任澳大利亚总督。
杰弗里生于西澳州威卢纳市。就读于澳大利亚西澳州的珀斯学校. 16岁时他离开珀斯到堪培拉邓特伦皇家军事学院学习. 1958年毕业后, 杰弗里入伍，1962年派駐马来半岛參與軍事行動。从1966年到1969年他服役于當時屬於澳大利亞領地的巴布亚新几内亚，在这期间和玛丽娜·克尔（Marlena Kerr）在悉尼结为夫妇。隨後杰弗里派赴越南參加越南戰爭，並獲軍功十字勳章。1972年杰弗里升任中校，1974-5年任皇家太平洋群島團第二營營長。 1976年，杰弗里受命担任珀斯特種空勤團的司令，后来又升任为陆军上校，1979年起任陆军特别行动部队第一任指挥官，對北疆巡邏機制和全國反恐行動多有建樹。1982年至1983年，杰弗里负责澳大利亚全国反恐统筹工作機構。
1985年杰弗里升任中將，次年任陸軍一师师長，1990年擔任澳国防军总参谋长助理，1991年任負責後勤的副总参谋长。他到1993年退伍，但仍擔任特種空勤團的榮譽司令。1993至2000年任西澳州總督，期间，他曾两度担任联邦行政长官，以补总督职位的临时空缺，熟知总督职责。后任澳大利亚国际战略分析中心主任。2003年8月就任澳大利亚联邦第24任总督，2008年9月5日卸任。
| 前任： 霍林沃思 | 澳大利亚总督 2003年8月11日─2008年9月5日 | 繼任： 昆廷·布赖斯 |